# The Days (Chrystal)
The Days è un singolo della cantante e musicista britannica Chrystal, pubblicato il 1º ottobre 2024 come primo estratto dalla seconda raccolta Unarchived 2015.

## Descrizione
The Days, originariamente pubblicata come traccia all'interno del progetto Unarchived 2015, ha trovato viralità a partire dagli ultimi mesi del 2024, diventando un successo internazionale nel corso della prima metà dell'anno successivo.

## Video musicale
Un visualizer a supporto del brano è stato reso disponibile il 3 luglio 2024 attraverso il canale YouTube dell'artista.

## Tracce
Testi e musiche di Chrystal Orchard.
Download digitale, streaming
1. The Days (Edit) – 2:10
2. The Days – 2:49

Download digitale, streaming – Jamezy Remix
1. The Days (con Jamezy) (Jamezy Remix) – 2:24

Download digitale, streaming – Notion Remix
1. The Days (con Notion) (Notion Remix) – 3:53

Download digitale, streaming – D.O.D Remix
1. The Days (con D.O.D) (D.O.D Remix) – 2:59

Download digitale, streaming – Mazza_l20 Remix
1. The Days (con Mazza_l20) (Mazza_l20 Remix) – 2:09

Download digitale, streaming – Southstar Remix
1. The Days (con Southstar) (Southstar Remix) – 2:47

Download digitale, streaming – Notion Extended Remix
1. The Days (con Notion) (Notion Extended Remix) – 5:13

Download digitale, streaming – Rudimental Remix
1. The Days (con i Rudimental) (Rudimental Remix) – 2:41

Download digitale, streaming – Notion Remix Slowed
1. The Days (con Notion) (Notion Remix Slowed) – 3:04

Download digitale, streaming – Twocolors Remix
1. The Days (con i Twocolors) (Twocolors Remix) – 2:18

## Formazione
- Chrystal – voce, programmazione, programmazione batteria, produzione, mastering, missaggio

## Classifiche
| Classifica (2025) | Posizione massima |
| ----------------- | ----------------- |
| Australia         | 5                 |
| Austria           | 13                |
| Belgio (Fiandre)  | 43                |
| Canada            | 39                |
| Estonia           | 2                 |
| Germania          | 19                |
| Irlanda           | 4                 |
| Islanda           | 25                |
| Lettonia          | 1                 |
| Lituania          | 4                 |
| Norvegia          | 40                |
| Nuova Zelanda     | 1                 |
| Paesi Bassi       | 51                |
| Polonia           | 17                |
| Regno Unito       | 4                 |
| Repubblica Ceca   | 19                |
| Slovacchia        | 30                |
| Stati Uniti       | 83                |
| Svezia            | 22                |
| Svizzera          | 46                |

## Date di pubblicazione
| Paese  | Data             | Formato                      | Versione              | Etichetta      | Nota   |
| ------ | ---------------- | ---------------------------- | --------------------- | -------------- | ------ |
| Mondo  | 1º ottobre 2024  | Download digitale, streaming | Originale             | Chaos, Polydor | [ 21 ] |
| Mondo  | 1º novembre 2024 | Download digitale, streaming | Jamezy Remix          | Chaos, Polydor | [ 22 ] |
| Mondo  | 8 novembre 2024  | Download digitale, streaming | Notion Remix          | Chaos, Polydor | [ 23 ] |
| Mondo  | 15 novembre 2024 | Download digitale, streaming | D.O.D Remix           | Chaos, Polydor | [ 24 ] |
| Mondo  | 29 novembre 2024 | Download digitale, streaming | Mazza_l20 Remix       | Chaos, Polydor | [ 25 ] |
| Mondo  | 6 dicembre 2024  | Download digitale, streaming | Southstar Remix       | Chaos, Polydor | [ 26 ] |
| Mondo  | 20 dicembre 2024 | Download digitale, streaming | Notion Extended Remix | Chaos, Polydor | [ 27 ] |
| Mondo  | 27 dicembre 2024 | Download digitale, streaming | Rudimental Remix      | Chaos, Polydor | [ 28 ] |
| Italia | 10 gennaio 2025  | Contemporary hit radio       | Notion Remix          | EMI            | [ 29 ] |
| Mondo  | 20 gennaio 2025  | Download digitale, streaming | Notion Remix Slowed   | Chaos, Polydor | [ 30 ] |
| Mondo  | 21 febbraio 2025 | Download digitale, streaming | Twocolors Remix       | Chaos, Polydor | [ 31 ] |